# Aileen Reid
Pour les articles homonymes, voir Reid.
Aileen Reid, née Morrison le 15 juin 1982 à Londonderry est un triathlète professionnel irlandaise, championne nationale d'Irlande élites en 2007 et 2009.

## Palmarès
Le tableau présente les résultats les plus significatifs (podium) obtenus sur le circuit national et international de triathlon depuis 2007,.
| Année | Compétition                                     | Pays         | Position           | Temps           |
| ----- | ----------------------------------------------- | ------------ | ------------------ | --------------- |
| 2013  | WTS Londres (Finale)                            | Royaume-Uni  | Médaille d'argent  | 2 h 1 min 57 s  |
| 2013  | Coupe du monde - l'étape sprint de Tiszaújváros | Hongrie      | Médaille d'argent  | 1 h 0 min 52 s  |
| 2012  | WTS Madrid                                      | Espagne      | Médaille d'argent  | 2 h 6 min 38 s  |
| 2012  | Coupe du monde - l'étape sprint d'Ishigaki      | Japon        | Médaille d'argent  | 2 h 5 min 58 s  |
| 2012  | Coupe d'Europe - l'étape de Quarteira           | Portugal     | Médaille d'argent  | 2 h 3 min 27 s  |
| 2011  | Coupe du monde - l'étape sprint de Tongyeong    | Corée du Sud | Médaille d'argent  | 2 h 1 min 9 s   |
| 2011  | Coupe du monde - l'étape sprint d'Ishigaki      | Japon        | Médaille d'argent  | 2 h 2 min 19 s  |
| 2011  | Coupe d'Europe - l'étape d'Alanya               | Turquie      | Médaille d'or      | 1 h 51 min 0 s  |
| 2011  | Coupe d'Asie - l'étape de Hong Kong             | Hong Kong    | Médaille d'or      | 2 h 7 min 35 s  |
| 2011  | WTS Hambourg                                    | Allemagne    | Médaille de bronze | 1 h 53 min 55 s |
| 2011  | Coupe d'Europe - l'étape d'Athlone              | Irlande      | Médaille d'argent  | 1 h 58 min 39 s |
| 2009  | Championnat d'Irlande                           | Irlande      | Médaille d'or      | Timing          |
| 2008  | Coupe d'Europe - l'étape de Split               | Croatie      | Médaille de bronze | 2 h 7 min 46 s  |
| 2007  | Championnat d'Irlande                           | Irlande      | Médaille d'or      | Timing          |